# سرعين التحتا
سرعين التحتا هي إحدى القرى اللبنانية من قرى قضاء بعلبك في محافظة بعلبك الهرمل.